# Nurpur
Nurpur è una città dell'India di 9.045 abitanti, situata nel distretto di Kangra, nello stato federato dell'Himachal Pradesh. In base al numero di abitanti la città rientra nella classe V (da 5.000 a 9.999 persone).

## Geografia fisica
La città è situata a 32° 17' 60 N e 75° 54' 0 E e ha un'altitudine di 642 m s.l.m..

## Società

### Evoluzione demografica
Al censimento del 2001 la popolazione di Nurpur assommava a 9.045 persone, delle quali 4.702 maschi e 4.343 femmine. I bambini di età inferiore o uguale ai sei anni assommavano a 980, dei quali 538 maschi e 442 femmine. Infine, coloro che erano in grado di saper almeno leggere e scrivere erano 7.038, dei quali 3.791 maschi e 3.247 femmine.